# Élections législatives de 1876 en Seine-et-Marne
Les élections législatives de 1876 ont eu lieu les 20 février et 5 mars.

## Députés élus
|   | Circonscription | Député élu                 |  | Groupe parlementaire                |
| - | --------------- | -------------------------- |  | ----------------------------------- |
| 1 | Coulommiers     | Victor Plessier            |  | Gauche républicaine                 |
| 2 | Fontainebleau   | Tristan Lambert            |  | Appel au peuple                     |
| 3 | Meaux           | Émile-Justin Menier        |  | Union républicaine (Extrême gauche) |
| 4 | Melun           | Horace de Choiseul-Praslin |  | Gauche républicaine                 |
| 5 | Provins         | Louis Sallard              |  | Union républicaine                  |

## Résultats à l'échelle du département
| Partis         | Partis                         | Premier tour | Premier tour | Deuxième tour | Deuxième tour | Sièges |
| Partis         | Partis                         | Voix         | %            | Voix          | %             | Sièges |
| -------------- | ------------------------------ | ------------ | ------------ | ------------- | ------------- | ------ |
|                | Républicains modérés           | 17 408       | 35,04        |               |               | 2      |
|                | Républicains radicaux          | 24 504       | 21,00        | 6 652         | 21,89         | 2      |
|                | Bonapartistes                  | 13 296       | 17,78        | 9 580         | 31,52         | 1      |
|                | Républicains intransigeants    | 9 950        | 13,31        | 8 166         | 26,87         | 0      |
|                | Centre droit, Constitutionnels | 9 625        | 12,87        | 5 991         | 19,71         | 0      |
|                |                                |              |              |               |               |        |
| Inscrits       | Inscrits                       | 95 917       | 100,00       | 38 457        | 100,00        | 5      |
| Votants        | Votants                        | 77 444       | 80,74        | 31 017        | 80,65         |        |
| Abstentions    | Abstentions                    | 18 473       | 19,26        | 7 440         | 19,35         |        |
| Blancs et nuls | Blancs et nuls                 | 2 661        | 3,44         | 628           | 2,02          |        |
| Exprimés       | Exprimés                       | 74 783       | 96,56        | 30 389        | 97,98         |        |

## Résultats par arrondissement

### Arrondissement de Coulommiers
| Candidats      | Candidats       | Étiquette          | Premier tour | Premier tour |
| Candidats      | Candidats       | Étiquette          | Voix         | %            |
| -------------- | --------------- | ------------------ | ------------ | ------------ |
|                | Victor Plessier | Républicain modéré | 6 332        | 53,98        |
|                | Josseau         | Bonapartiste       | 5 399        | 46,02        |
|                |                 |                    |              |              |
| Inscrits       | Inscrits        | Inscrits           | 14 709       | 100,00       |
| Votants        | Votants         | Votants            | 11 844       | 80,52        |
| Abstention     | Abstention      | Abstention         | 2 865        | 19,48        |
| Blancs et nuls | Blancs et nuls  | Blancs et nuls     | 113          | 0,95         |
| Exprimés       | Exprimés        | Exprimés           | 11 731       | 99,05        |

### Arrondissement de Fontainebleau
| Candidats      | Candidats       | Étiquette                 | Premier tour | Premier tour | Deuxième tour | Deuxième tour |
| Candidats      | Candidats       | Étiquette                 | Voix         | %            | Voix          | %             |
| -------------- | --------------- | ------------------------- | ------------ | ------------ | ------------- | ------------- |
|                | Vellaud         | Républicain intransigeant | 6 984        | 37,08        | 8 166         | 46,02         |
|                | Tristan Lambert | Bonapartiste              | 6 334        | 33,63        | 9 580         | 53,98         |
|                | De Ségur        | Constitutionnels          | 5 519        | 29,30        |               |               |
|                |                 |                           |              |              |               |               |
| Inscrits       | Inscrits        | Inscrits                  | 22 894       | 100,00       | 22 889        | 100,00        |
| Votants        | Votants         | Votants                   | 18 960       | 82,82        | 18 222        | 79,61         |
| Abstention     | Abstention      | Abstention                | 3 934        | 17,18        | 4 667         | 20,39         |
| Blancs et nuls | Blancs et nuls  | Blancs et nuls            | 123          | 0,65         | 476           | 2,61          |
| Exprimés       | Exprimés        | Exprimés                  | 18 837       | 99,35        | 17 746        | 97,39         |

### Arrondissement de Meaux
| Candidats      | Candidats           | Étiquette                 | Premier tour | Premier tour |
| Candidats      | Candidats           | Étiquette                 | Voix         | %            |
| -------------- | ------------------- | ------------------------- | ------------ | ------------ |
|                | Émile-Justin Menier | Républicain intransigeant | 11 853       | 60,51        |
|                | Paul Jozon          | Républicain modéré        | 7 734        | 39,49        |
|                |                     |                           |              |              |
| Inscrits       | Inscrits            | Inscrits                  | 25 179       | 100,00       |
| Votants        | Votants             | Votants                   | 20 434       | 81,15        |
| Abstention     | Abstention          | Abstention                | 4 745        | 18,85        |
| Blancs et nuls | Blancs et nuls      | Blancs et nuls            | 847          | 4,15         |
| Exprimés       | Exprimés            | Exprimés                  | 19 587       | 95,85        |

### Arrondissement de Melun
| Candidats      | Candidats                  | Étiquette                 | Premier tour | Premier tour |
| Candidats      | Candidats                  | Étiquette                 | Voix         | %            |
| -------------- | -------------------------- | ------------------------- | ------------ | ------------ |
|                | Horace de Choiseul-Praslin | Républicain modéré        | 8 796        | 74,78        |
|                | Sacré                      | Républicain intransigeant | 2 966        | 25,22        |
|                |                            |                           |              |              |
| Inscrits       | Inscrits                   | Inscrits                  | 17 577       | 100,00       |
| Votants        | Votants                    | Votants                   | 13 265       | 75,47        |
| Abstention     | Abstention                 | Abstention                | 4 312        | 24,53        |
| Blancs et nuls | Blancs et nuls             | Blancs et nuls            | 1 503        | 11,33        |
| Exprimés       | Exprimés                   | Exprimés                  | 11 762       | 88,67        |

### Arrondissement de Provins
| Candidats      | Candidats                   | Étiquette                | Premier tour | Premier tour | Deuxième tour | Deuxième tour |
| Candidats      | Candidats                   | Étiquette                | Voix         | %            | Voix          | %             |
| -------------- | --------------------------- | ------------------------ | ------------ | ------------ | ------------- | ------------- |
|                | Louis Sallard               | Républicain radical      | 5 555        | 43,18        | 6 652         | 52,61         |
|                | Paul-Gabriel d'Haussonville | Constitutionnel          | 4 106        | 31,91        | 5 991         | 47,39         |
|                | Jean-Hubert Debrousse       | Républicain concervateur | 1 642        | 12,76        |               |               |
|                | Louis de Béville (en)       | Bonapartiste             | 1 563        | 12,15        |               |               |
|                |                             |                          |              |              |               |               |
| Inscrits       | Inscrits                    | Inscrits                 | 15 558       | 100,00       | 15 568        | 100,00        |
| Votants        | Votants                     | Votants                  | 12 941       | 83,18        | 12 795        | 82,19         |
| Abstention     | Abstention                  | Abstention               | 2 617        | 16,82        | 2 773         | 17,81         |
| Blancs et nuls | Blancs et nuls              | Blancs et nuls           | 75           | 0,58         | 152           | 1,19          |
| Exprimés       | Exprimés                    | Exprimés                 | 12 866       | 99,42        | 12 643        | 98,81         |